# Smendes II.
Smendes II. war um 992 bis 990 v. Chr. während der ausgehenden 20. bis zum Beginn der 21. Dynastie  (Dritte Zwischenzeit) „Hohepriester des Amun“ in Theben.
Seine Eltern waren der Hohepriester Mencheperre und Isetemcheb III., eine Tochter des Psusennes I. Er hatte außerdem noch einen Bruder namens Pinudjem II., der ihm als Hohepriester nachfolgte.
Da er nur zwei Jahre regiert hat, ist die Herrschaft Smendes II. kaum bezeugt. Die einzigen Ereignisse, die überliefert sind, sind die Stiftung von Armbändern für das Begräbnis Psusennes I. und die Ausrichtung des Begräbnisses für Nesbanebdjeb. Weiterhin ist ein Dekret vom 10. Pylon des Karnak-Tempels erhalten, das die Besitzrechte seiner Witwe Henuttaui sichert.